# انس كرونين
انس كرونين (بالإنجليزية: Lance Cronin)‏ (11 سبتمبر 1985 ببرايتون في المملكة المتحدة - ) هو لاعب كرة قدم بريطاني في مركز حراسة المرمى. شارك مع منتخب إنجلترا لكرة القدم C ‏. أما مع النوادي، فقد لعب مع أولدهام أثلتيك وإبسفليت يونايتد وشروزبري تاون وكريستال بالاس وماكليسفيلد تاون ونادي غيلينغهام ونادي بريستول روفيرز وويكمب وندررز ونادي وايتهوك.

## وصلات خارجية
- انس كرونين على موقع قاعدة بيانات كرة القدم.إي يو (الإنجليزية)
- انس كرونين على موقع Soccerbase.com (لاعب) (الإنجليزية)